# جون مودي (لاعب كرة الريشة)
جون مودي (بالإنجليزية: John Moody) هو لاعب كرة الريشة نيوزيلندي، ولد في 21 فبراير 1983 في وانغاري في نيوزيلندا.

## وصلات خارجية
- جون مودي على موقع BWF.tournamentsoftware.com (الإنجليزية)
- جون مودي على موقع BWFbadminton.com (الإنجليزية)
- جون مودي على موقع اللجنة الأولمبية الدولية (الإنجليزية)
- جون مودي على موقع أوليمبيديا (الإنجليزية)
- جون مودي على موقع اللجنة الأولمبية النيوزيلندية (الإنجليزية)
- جون مودي على موقع اتحاد ألعاب الكومنولث (مؤرشف) (الإنجليزية)
- جون مودي على موقع دورة ألعاب الكومنولث 2006 (مؤرشف) (الإنجليزية)